# Atletiek op de Olympische Zomerspelen 2000 – 20 kilometer snelwandelen mannen
Het 20 kilometer snelwandelen voor mannen op de Olympische Spelen van 2000 in Sydney vond plaats op vrijdag 22 september in Sydney.

## Records
Voor dit onderdeel waren het wereldrecord en olympisch record als volgt.
| Wereldrecord     | 1:17.46 | Julio René Martínez | GUA | Eisenhüttenstadt | 5 augustus 1999   |
| Olympisch record | 1:19.57 | Jozef Pribilinec    | TCH | Seoel            | 23 september 1988 |

## Uitslag
De volgende afkortingen worden gebruikt:
- DSQ Gediskwalificeerd
- DNF Niet gefinisht
- OR Olympisch record

| Rang   | Naam                       | Land | Tijd         |
| ------ | -------------------------- | ---- | ------------ |
| Goud   | Robert Korzeniowski        | POL  | 1:18.59 (OR) |
| Zilver | Noé Hernández              | MEX  | 1:19.03      |
| Brons  | Vladimir Andreyev          | RUS  | 1:19.27      |
| 4      | Jefferson Pérez            | ECU  | 1:20.18      |
| 5      | Andreas Erm                | GER  | 1:20.25      |
| 6      | Roman Rasskazov            | RUS  | 1:20.57      |
| 7      | Francisco Javier Fernández | ESP  | 1:21.01      |
| 8      | Nathan Deakes              | AUS  | 1:21.03      |
| 9      | Alessandro Gandellini      | ITA  | 1:21.14      |
| 10     | Nick A'Hern                | AUS  | 1:21.34      |
| 11     | Michele Didoni             | ITA  | 1:21.43      |
| 12     | Daniel García              | MEX  | 1:22.05      |
| 13     | Yu Guohui                  | CHN  | 1:22.32      |
| 14     | Aigars Fadejevs            | LAT  | 1:22.43      |
| 15     | Ilja Markov                | RUS  | 1:23.03      |
| 16     | Giovanni De Benedictis     | ITA  | 1:23.14      |
| 17     | Andrey Makarov             | BLR  | 1:23.33      |
| 18     | Costică Bălan              | ROU  | 1:23.42      |
| 19     | Jiří Malysa                | CZE  | 1:24.08      |
| 20     | David Márquez              | ESP  | 1:24.36      |
| 21     | Artur Meleshkevich         | BLR  | 1:24.50      |
| 22     | Satoshi Yanagisawa         | JPN  | 1:25.03      |
| 23     | Moussa Aouanouk            | ALG  | 1:25.04      |
| 24     | Arturo Huerta              | CAN  | 1:25.24      |
| 25     | Dion Russell               | AUS  | 1:25.26      |
| 26     | Tim Berrett                | CAN  | 1:25.29      |
| 27     | Daisuke Ikeshima           | JPN  | 1:25.34      |
| 28     | Robbie Heffernan           | IRL  | 1:26.04      |
| 29     | Sándor Urbanik             | HUN  | 1:26.16      |
| 30     | Sin Ir-Yong                | KOR  | 1:26.22      |
| 31     | Igor Kollár                | SVK  | 1:26.31      |
| 32     | Luis Fernando García       | GUA  | 1:27.16      |
| 33     | Anthony Gillet             | FRA  | 1:27.36      |
| 34     | Mikhail Khmelnitsky        | BLR  | 1:28.02      |
| 35     | José David Domínguez       | ESP  | 1:28.16      |
| 36     | Hatem Ghoula               | TUN  | 1:28.16      |
| 37     | Gyula Dudás                | HUN  | 1:28.34      |
| 38     | Valery Borisov             | KAZ  | 1:28.36      |
| 39     | David Kimutai              | KEN  | 1:28.45      |
| 40     | Tim Seaman                 | USA  | 1:30.32      |
| 41     | Róbert Valíček             | SVK  | 1:30.46      |
| 42     | Julius Sawe                | KEN  | 1:30.55      |
| 43     | Julio René Martínez        | GUA  | 1:31.47      |
| 44     | Ramy Al-Deeb               | PLE  | 1:32.32      |
| —      | Efim Motpan                | MDA  | DNF          |
| —      | Māris Putenis              | LAT  | DSQ          |
| —      | Bernardo Segura            | MEX  | DSQ          |
| —      | João Vieira                | POR  | DNS          |